# Eclipse solare pe Marte

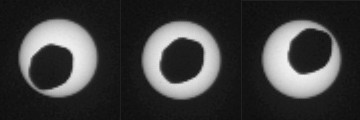
Eclipsă inelară de Soare creată de Phobos (Curiosity, 20 august 2013)

Cei doi sateliți ai lui Marte, Phobos și Deimos, sunt mult mai mici decât Luna Pământului, reducând foarte mult frecvența eclipselor de soare de pe planeta respectivă.   Niciun diametru aparent al vreunui satelit nu este suficient de mare pentru a acoperi discul Soarelui și, prin urmare, sunt eclipse de soare inelare și pot fi considerate și ca tranzite.

## Eclipsele cauzate de Phobos

Tranzitul lui Phobos (Opportunity, martie 2004)

Datorită dimensiunii mici a lui Phobos (aproximativ 20 pe 25 km) și mișcarea sa orbitală rapidă, un observator de pe suprafața lui Marte nu ar observa niciodată o eclipsă de soare mai lungă de aproximativ treizeci de secunde. De asemenea, lui Phobos îi ia doar 7 ore și 39 de minute pentru a-l orbita pe Marte, în timp ce o zi marțiană durează 24 de ore și 37 de minute, ceea ce înseamnă că Phobos poate crea două eclipse pe zi marțiană. Acestea sunt eclipse inelare, deoarece Phobos nu este suficient de mare sau suficient de aproape de Marte pentru a crea o eclipsă totală de soare. Videoclipul cu cea mai mare rezoluție și cea mai mare rată de cadre a unui tranzit al lui Phobos a fost lansat recent de la Mastcam-Z de pe roverul Perseverance.

## Tranzite cauzate de Deimos
Deimos este prea mic (aproximativ 15 pe 10 km) și prea departe de Marte pentru a provoca o eclipsă. Cel mult, un observator de pe Marte ar vedea este un mic punct care traversează discul Soarelui.

## Vedere de pe Pământ
Ambii sateliți sunt prea mici pentru a crea o umbră pe Marte care poate fi văzută de pe Pământ. Cu toate acestea, la scurt timp după ce primii sateliți artificiali au fost plasați pe orbită în jurul lui Marte, umbra lui Phobos a fost văzută în imaginile transmise pe Pământ. Una dintre aceste fotografii a fost de la roverul NASA Opportunity.